# ميخائيل إل. كلاين
ميخائيل إل. كلاين (بالإنجليزية: Michael L. Klein)‏ هو كيميائي بريطاني، ولد في 13 مارس 1940 في لندن الكبرى في المملكة المتحدة.